# 魏尚純
魏尚純（1509年—1568年），字叔誠，號嵩麓，河南儀衛司官籍，山東滕縣人，明朝政治人物。

## 生平
嘉靖十年（1531年）辛卯科河南鄉試第十九名舉人，年二十四歲中式嘉靖十一年（1532年）壬辰科第三甲第十名進士。刑部觀政，授行人司行人，陞左司副，歷升戶部四川司員外郎、郎中，出任陝西布政司左參議，二十三年六月升湖廣按察司副使。調貴州按察司副使，陞甘肅行太僕寺卿，復除陝西行太僕寺卿，陞陝西右參政、山西按察使、山西右布政使、左布政使，四十一年（1562年）十一月升應天府府尹。嘉靖四十二年（1563年）四月改任順天府府尹，十一月以右副都御史巡撫保定，四十三年五月以疾告歸。
隆慶元年（1567年）二月，起用為工部左侍郎。六月，升任南京工部尚書，未赴任，同年九月致仕。隆慶二年（1568年）十月初二日卒於家。。

## 家族
曾祖魏通；祖魏興；父魏宗，典仗；母張氏。具慶下，妻白氏，繼妻李氏（聘）；兄尚經；尚綸（同科貢士），弟尚綗。